# Charles Cogan
Pour les articles homonymes, voir Cogan.
Charles Cogan (11 janvier 1928 - 14 décembre 2017) est un militaire et journaliste américain d'origine irlandaise ayant travaillé pendant 37 ans pour la CIA. Entre 1979 et 1984, il a dirigé le département Proche-Orient et Asie du sud à la Direction des Opérations. Entre 1984 et 1989, il a été chef de poste de la CIA à Paris.
Depuis, il est chercheur émérite à l'université Harvard et travaille avec de nombreuses institutions internationales. Il est également membre constitutif du nouveau site d'actualités Atlantico.